# St. Martin (Olten)

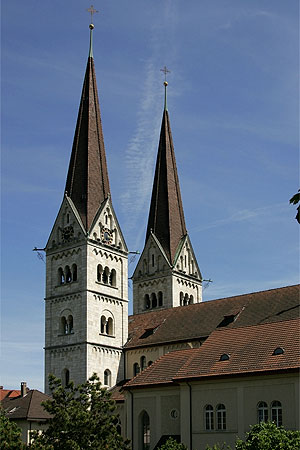
St. Martin in Olten

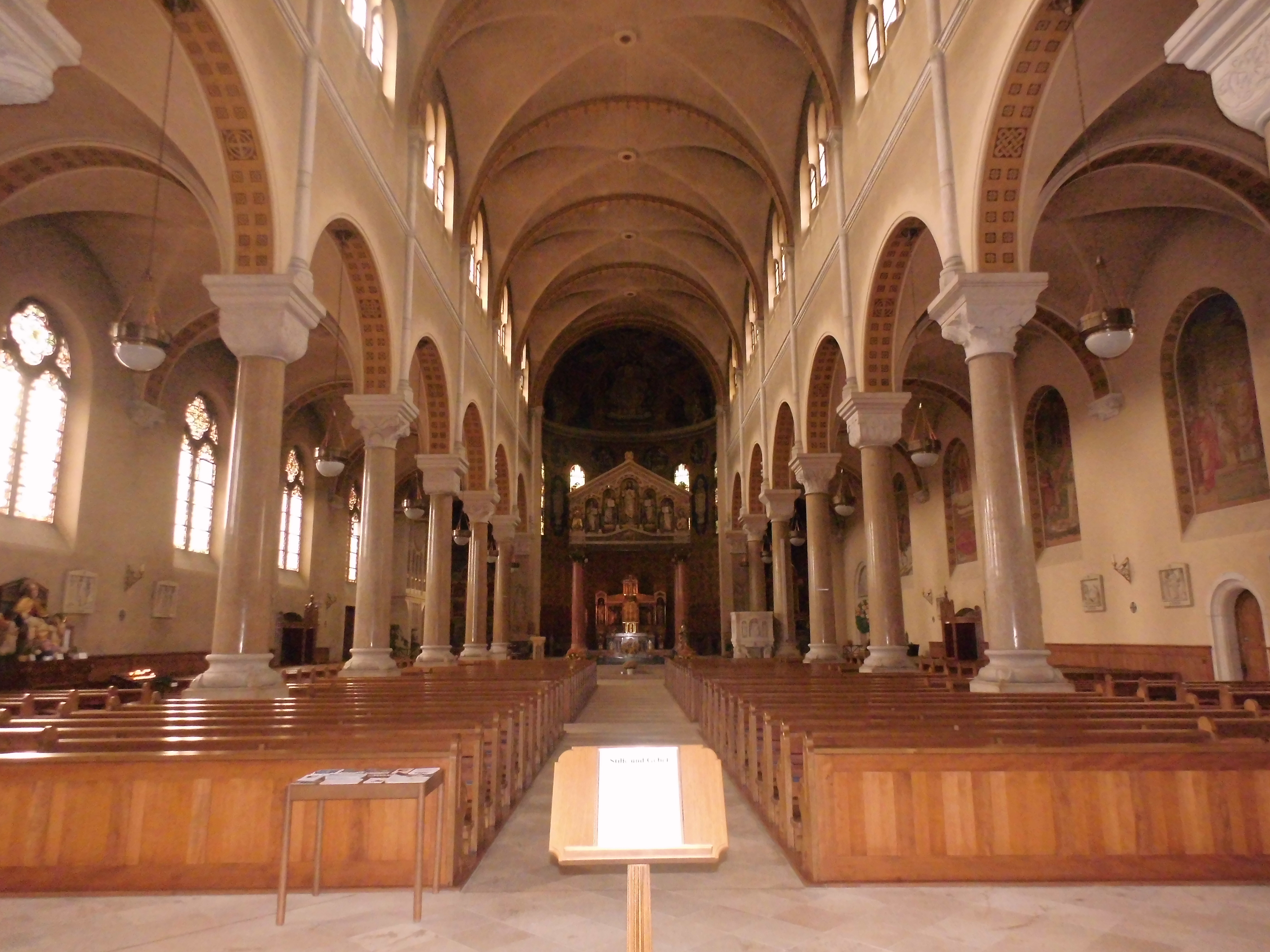
Innenraum

St. Martin ist eine römisch-katholische Kirche in der Stadt Olten (Schweiz). Es handelt sich um  eine dreischiffige Säulenbasilika ohne Querschiff mit drei Chorapsiden.

## Geschichte
Das Martins-Patrozinium deutet auf ein hohes Alter der Pfarrei. Viele alte Dokumente verbrannten jedoch beim Stadtbrand von 1422, dem auch die Stadtkirche zum Opfer fiel. Erst 1461 wurde der Neubau, eine schlichte Saalkirche mit Dachreiter, geweiht. 1521 erhielt die Kirche einen repräsentativen Turm, den heutigen Stadtturm (1676–82 um ein Stockwerk und die barocke Haube erhöht).
Seit 1781 gab es Pläne, anstelle der vorhandenen, zu klein gewordenen eine neue Stadtkirche zu bauen. 1805 beschloss die Gemeindeversammlung, diese nicht am alten Standort, sondern westlich vor dem mittelalterlichen Stadtwall an der Stelle der Heilig-Kreuz-Kapelle von 1603 zu errichten. 1806 begannen die Arbeiten, und 1813 wurde die neue Stadtkirche St. Martin, ein klassizistischer Saalbau, geweiht. Die alte Martinskirche wurde profaniert und für verschiedene gewerbliche und polizeiliche Zwecke genutzt, bis 1844 der Abriss – bis auf den Turm – erfolgte.
Nach dem Ersten Vatikanischen Konzil 1870 entbrannte der Schweizer Kulturkampf, und am 14. Juni 1875 fand in der Stadtkirche Olten die konstituierende Nationalsynode der Christkatholischen Kirche der Schweiz statt; zu ihr gehört die Stadtkirche von 1813 bis heute.
Die verbliebene römisch-katholische Gemeinde baute sich 1876 eine Notkirche. Neben ihr errichtete der St. Galler Architekt August Hardegger von 1908 bis 1910 die grosse neuromanische Pfarrkirche, die wiederum das Martinspatrozinium erhielt. Diese besitzt mehr Sitzplätze als die St. Ursenkathedrale in Solothurn. Die ehemalige Notkirche von Wilhelm Keller wurde zu Pfarreiräumen und zum Josefsaal umgebaut.

## Orgeln

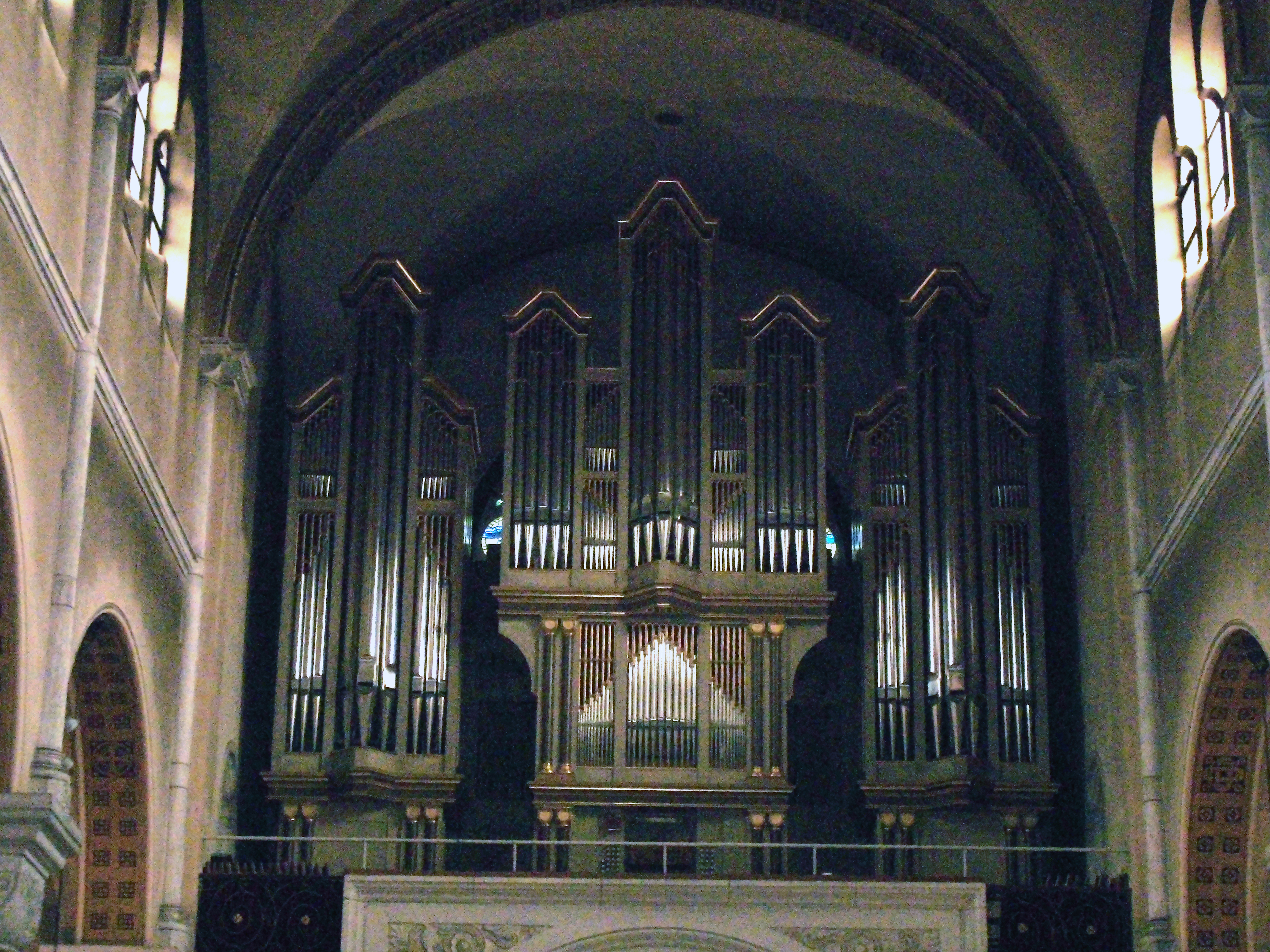
Hauptorgel auf der Empore

### Hauptorgel
Die erste Orgel wurde von Orgelbau Goll (Luzern) mit 33 Registern erbaut, sie wurde durch Mäusebefall beschädigt. 1932 erbaute die Orgelbaufirma Willisau AG ein neues Orgelwerk mit 49 Registern, welches 1949 durch den Orgelbauer Goll reorganisiert und auf 64 Register erweitert wurde.
Die heutige Orgel wurde 1992 von Mathis Orgelbau (Näfels) neu erbaut. Das Instrument hat 50 Register auf drei Manualen und Pedal. Die Spiel- und Registertrakturen sind mechanisch. Die Disposition lautet:

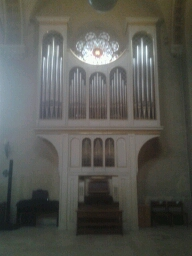
Mathis-Chororgel

| I Hauptwerk C–g3 |        |
| Principal        | 16′    |
| Octave           | 8′     |
| Flûte harmonique | 8′     |
| Bourdon          | 8′     |
| Viola            | 8′     |
| Octave           | 4′     |
| Spitzflöte       | 4′     |
| Terz             | 3 1⁄5′ |
| Quinte           | 2 ⁄3′  |
| Doublette        | 2′     |
| Mixtur III–IV    | 2′     |
| Cymbel II–III    | 1′     |
| Cornet V         | 8′     |
| Trompete         | 8′     |

| II Positiv C–g3 |       |
| Fugara          | 8′    |
| Gedackt         | 8′    |
| Praestant       | 4′    |
| Rohrflöte       | 4′    |
| Octave          | 2′    |
| Waldflöte       | 2′    |
| Larigot         | 1 ⁄3′ |
| Sesquialtera II |       |
| Scharf III–IV   | 1′    |
| Trompete        | 8′    |
| Krummhorn       | 8′    |
| Tremulant       |       |

| III Schwellwerk C–g3 |        |
| Bourdon              | 16′    |
| Diapason             | 8′     |
| Flûte                | 8′     |
| Gambe                | 8′     |
| Voix céleste         | 8′     |
| Octave               | 4′     |
| Flûte traversière    | 4′     |
| Nasard               | 2 ⁄3′  |
| Octavin              | 2′     |
| Tierce               | 1 3⁄5′ |
| Plein jeu IV–V       | 2 ⁄3′  |
| Basson               | 16′    |
| Trompette harmonique | 8′     |
| Basson hautbois      | 8′     |
| Voix humaine         | 8′     |
| Clairon              | 4′     |
| Tremblant            |        |

| Pedal C–f1      |       |
| Untersatz       | 32′   |
| Principal       | 16′   |
| Subbass         | 16′   |
| Octave          | 8′    |
| Spillpfeife     | 8′    |
| Choralbaß       | 4′    |
| Rauschpfeife IV | 2 ⁄3′ |
| Posaune         | 16′   |
| Zinke           | 8′    |

### Chororgel
Dank Spenden konnte damals noch eine kleine Chororgel mit 881 Pfeifen im linken Seitenschiff vorne realisiert werden, welche ebenfalls von der Firma Mathis stammt.

## Glocken
Die drei alten Glocken der ehemaligen Notkirche aus dem Hause Rüetschi waren ursprünglich für ein weiteres Oltner Gotteshaus gedacht, welches aber nie gebaut wurde. Daher wurden sie nach Afrika gespendet. Zwei läuten heute im afrikanischen Wirkungsgebiet der Deutschschweizer Kapuzinermissionare und der Baldegger Schwestern in Isongo und Kwangulelo, in den tansanischen Diözesen Mahenge und Arusha. Die dritte erklingt von der Josefskapelle des Solidaritätszentrum für behinderte Jugendliche in Taalabaya.

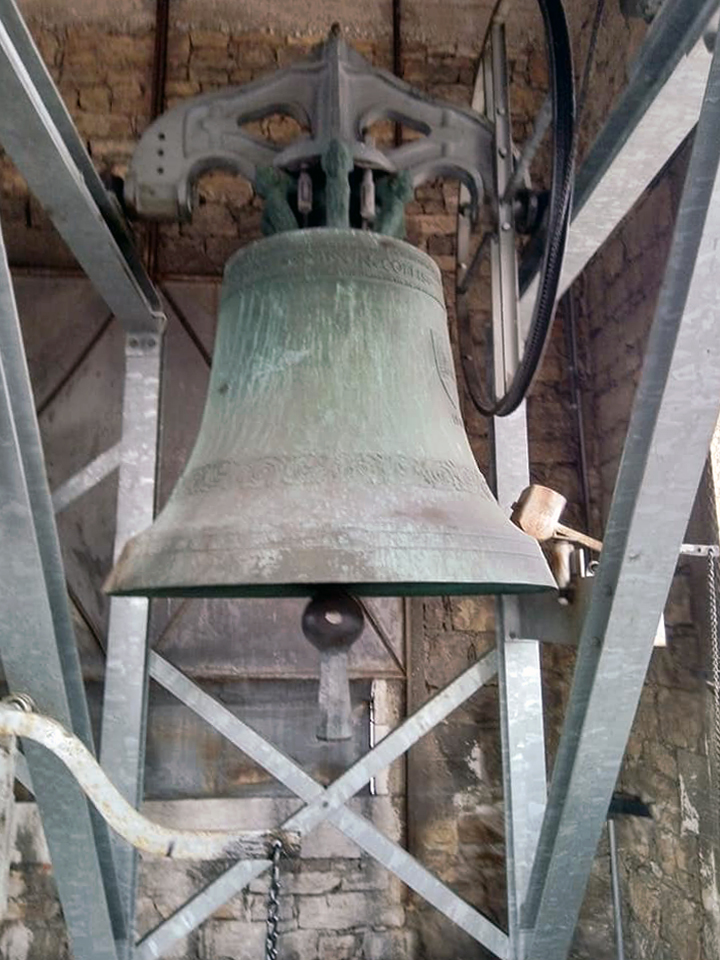
St. Josefsglocke

Gegossen wurden die sechs neuen Glocken 1909 ebenfalls von der Glockengiesserei Rüetschi & co. (Aarau). Sie sind im sogenannten «erweiterten Westminstermotiv» gestimmt. Die vier grössten Glocken haben die gleichen Tonabstände wie das berühmte Geläute im Elisabeth Tower of London (Big Ben). Dazu kommen noch zwei höher gestimmte Glocken (daher «erweitertes Westminster»). Glocke fünf und Glocke eins sind eine Oktave auseinander. 
Alle Glocken hängen an den damals typischen geschwungenen Gusseisenjochen und sind anstelle der üblichen Güsse der damaligen Zeit nur spärlich geziert. Die grosse Glocke hängt separat im rechten Turm, die übrigen fünf im linken.
1. Glocke Schlagton: As0,  Dreifaltigkeitsglocke, 5127 kg mit der Inschrift: UNUM DEUM IN TRITATE ET TRITATEM IN UNITATE VENERAMUR. («Den einen Gott in Dreieinigkeit und die Dreieinigkeit in Einigkeit verehren wir.»)
2. Glocke Schlagton: des1, Herz Jesu-Glocke, 2110 kg mit der Inschrift: COR JESU MISERERE NOBIS.(«Herz Jesu erbarme dich unser.»)
3. Glocke Schlagton: es1,  St. Marienglocke, 1477 kg mit der Inschrift: AVE MARIA GRATIA PLENA. («Gegrüsst seist du, Maria, voll der Gnaden.»)
4. Glocke Schlagton: f1, St. Josefsglocke, 1045 kg mit der Inschrift: S. JOSEPH PROTECTOR NOSTER IN TERRIS INTERCEDE PRO NOBIS. («Heiliger Joseph unser Beschützer auf Erden, tritt für uns ein.»)
5. Glocke Schlagton: as1, St. Martinsglocke, 612 kg mit der Inschrift: S. MARTINE ORA PRO NOBIS («Heiliger Martin, bitte für uns.»)
6. Glocke Schlagton: b1, St. Michaelsglocke, 388 kg mit der Inschrift: S. MICHAEL ARCHANGELE DEFENDE NOS IN PROELIO. («Heiliger Erzengel Michael, verteidige uns im Kampfe.»)

Das Gesamtgewicht der Glocken beträgt: 10'759 kg.